# Celatara
Celatara era una ciudad de la Antigua Tesalia. Livio relata que la retirada de Filipo V de Macedonia después de la batalla del Aoo (198 a. C.) permitió a los etolios ocupar gran parte de Tesalia, y estos últimos saquearon Celathara y la cercana Theuma, mientras que Acarra se rindió.